# ویکتوریا (مجموعه تلویزیونی)
ویکتوریا (به اسپانیایی: Victoria) نام یک سریال تلویزیونی اسپانیایی زبان دربارهٔ زنی است که وقتی زندگی خانوادگی‌اش از هم می‌پاشد عاشق مردی جوان تر از خود می‌شود.
ویکتوریادر حین مراسم ۲۵ سالگی ازدواجش با انریکه مندوزا، از زبان دوست نزدیکش کامیلا متوجه می‌شود که همسرش با دختری جوان به نام تاتیانا رابطه دارد. به دنبال آن انریکه محل زندگی را به کنار تاتیانا انتقال می‌دهد . از طرف دیگر جرونیموی ۳۳ ساله بر سر راه ویکتوریا قرار می‌گیرد . جرونیمو یک گوینده رادیوست که چند سالی است از همسر خود جدا شده‌است و یک پسر یازده ساله به نام مارتین دارد. شخصیت اصلی سریال، یعنی ویکتوریا از ازدواج خود با انریکه سه بچه دارد . پائولا، سانتیاگو و ماریانا . ماریانا که کوچکترین آنهاست به دبیرستان می‌رود. سانتیاگو یک گروه موسیقی دارد و پائولا دانشجوی دوره وکالت است . سراسر سریال پر است از کش و قوس‌های مختلف بین شخصیت‌ها که یکی پس از دیگری اتفاق می‌افتد و ذهن بیننده را به خود مشغول می‌کند. این مجموعه توسط شرکت مستقر در آمریکای تله موندو و آر تی وی کلمبیا ساخته شده‌است. این سریال در بوگوتا فیلمبرداری شده‌است.

## نقش‌ها و بازیگران
- ویکتوریا روفو ... ویکتوریا مندوزا
- آرتورو پنیش ... انریکه مندوزا
- موریسیو اوچمن ... جرونیمو آکوستا
- آندرا لوپز ... تاتیانا لوپز
- دیانا کویجانو ... کامیلا ماتیز، دوست ویکتوریا
- خاویر دلگویدیس ... جراردو کاردناس، شوهر هلنا و پدر آرتورو
- لارا پریکو ... ماریانا مندوزا، دختر ویکتوریا و انریکه
- ریکاردو آبارکا ... سانتیاگو پسر ویکتوریا
- آدریانا رومرو ....والریا سائنز، دوستدار جرونیمو
- خوزه جولین گاویریا ....مارتین آکوستا، پسر سیلویاو جرونیمو
- پاتریسا گریسالز ... کارلوتا، دوست و پیشخدمت ویکتوریا
- مرگالیدا کاسترو ... مرسدس، مادر بزرگ، مِمِه
- لارا لوندونو ... الیسا دوست نزدیک ماریانا
- آندرس فیلیپه مارتینز ... گیولرمو، رئیس جرونیمو
- روبرتو مانریکو ... سباستین، شوهر پائولا
- کامیلو ترجیلو ... آرتورو، پسر هلنا و جراردو
- ناتالی بدویا .... استرلا، دوست دختر سانتیاگو

## پخش
این سریال با دوبله فارسی از شبکه فارسی۱ پخش شده‌است.این سریال همزمان با شروع کار فارسی۱ در ۱۰ مرداد ۱۳۸۸ آغاز شد و در روزهای آغازین سال، نوروز، ۱۳۸۹ به اتمام رسید . این سریال از پربیننده‌ترین سریال‌های این شبکه بود . همچنین این سریال در کشورهایی همچون مکزیک، اسلوونی، اسلوواکی، رومانی، کلمبیا و امریکا پخش شده‌است.